# Paolo Segneri

Paolo Segneri

Paolo Segneri (Nettuno, 21 marzo 1624 – Roma, 9 dicembre 1694) è stato un gesuita, scrittore e predicatore italiano.

## Biografia
Nacque a Nettuno il 21 marzo 1624 da un'antica e nobile famiglia. Entrato a 10 anni nel Convitto dei Nobili tenuto dai gesuiti a Roma, Segneri, non ancora quindicenne, passava, per dispensa, al loro noviziato (1° dic. 1637) e di là al Collegio Romano. Nel 1648, la traduzione della seconda decade del De bello belgico di Famiano Strada gli procacciava fama di squisito scrittore in lingua italiana; ma un quinquennio appresso, invece dell'insegnamento scientifico, cui era attissimo, chiese, per desiderio di perfezione cristiana, una scuola di grammatica e l'ebbe a Pistoia. Qui, avendo aggiunto alle occupazioni scolastiche alcuni sermoni al popolo, il favore incontrato e il frutto raccolto lo fecero volgere alla predicazione.
Così nacque il Quaresimale, l'opera che sopra ogni altra doveva dargli fama imperitura. Le prediche che aveva composto a Pistoia e poi recitato nei più cospicui pergami tra il 1655 e il 1665, anno in cui si diede alle missioni rurali, vennero ascoltate con entusiasmo in ogni parte d'Italia, quindi date alle stampe in Firenze (1679), poi lo stesso anno nuovamente a Venezia e ristampate altre sei volte prima del 1694.
L'insolita accoglienza del Quaresimale va ascritta alla nuova via oratoria coraggiosamente battuta dal Segneri. Pieno d'intenso spirito religioso, ardente di zelo per la salvezza delle anime, profondo studioso della teologia, versatissimo nella lettura dei padri, fine conoscitore e agilissimo maneggiatore della lingua italiana, Segneri volle apparire ed essere in tutto diverso dai colleghi del suo tempo, anche da quelli della sua compagnia. Egli, nemico dell'ambizione malaccorta di apparire ora filosofo, ora fisico, ora legista, ora alchimista, ora astrologo, aborrì lo sfoggio di erudizione sacra e profana, proponendosi (lo dichiarò nel proemio del Quaresimale) di provare "ogni volta una verità, non solamente cristiana, ma pratica e di provarla davvero". Convinto che obbligo di ogni sacro dicitore fosse quello di muovere la volontà degli uditori a praticare il bene in concreto, gli argomenti che adopera a persuadere li attinge tutti dalla Sacra Scrittura, dai Padri, da altri scrittori ecclesiastici, dalla storia della Chiesa, e li elabora con arte nitida e polita.
Con ciò non s'intende negare che Segneri, segnatamente nei Panegirici, riuscisse a schivare certi difetti da lui ripresi nei contemporanei; ma ciò provenne dall'esagerato impeto di panegirista esaltante e dal timore di non soddisfare se non avesse alquanto ceduto al gusto retorico comune. Del resto le macchie di secentismo sono rare nel Quaresimale e nelle Prediche del Palazzo Apostolico; rarissime nelle altre sue opere di genere morale o ascetico (Il Cristiano Istruito, L'incredulo senza scusa, La Manna dell'Anima), cosicché Segneri è da giudicare il migliore tra gli oratori sacri italiani. Egli ebbe anche parte notevole nelle questioni del quietismo e del probabilismo sotto i pontefici Innocenzo XI e XII.
Letterato ormai celebre, Segneri collaborò della terza edizione del Vocabolario della Crusca. «Soprattutto, furono i contatti con Francesco Redi a consolidare i rapporti del religioso con la Crusca: tra i due si stabilì infatti un rapporto d'amicizia e di stima basato non solo sull'attività di medico svolta da Redi presso Segneri, ma anche su comuni interessi letterari, oltreché sulla familiarità del primo con l'ambiente dei Gesuiti, testimoniata anche dalla sua amicizia con Daniello Bartoli. Nel 1678, Redi divenne Arciconsolo della Crusca, dando nuovo impulso alla «fabbrica del vocabolario»; in quello stesso anno, Segneri venne nominato accademico della Crusca.»
Celebre la sua severa critica all'autobiografia del beato Juan de Palafox y Mendoza, che è stata uno dei maggiori ostacoli che incontrò il processo di canonizzazione del viceré della Nuova Spagna e vescovo di Puebla de los Angeles e Osma. Palafox ha vinto la battaglia nel 2011 quando è stato beatificato da Papa Benedetto XVI.
Morì a Roma, il 9 dicembre 1694.

## Opere
- Paolo Segneri, Il penitente instruito, Venezia, Bassano, Remondini, 1669. URL consultato l'11 settembre 2019.
- Paolo Segneri, Il confessore instruito, Venezia, Bassano, Remondini, 1672. URL consultato l'11 settembre 2019.
- Paolo Segneri, La manna dell'anima, Bologna, Lunghi, 1673.
- Paolo Segneri, Quaresimale, Firenze, 1674.
- Paolo Segneri, Panegirici sacri, Bologna, per Giacomo Monti, 1664. URL consultato l'11 settembre 2019.
- Paolo Segneri, Il cristiano instruito nella sua legge, Firenze, nella stamperia di S.A.S., 1686. URL consultato l'11 settembre 2019.
- Paolo Segneri, L'incredulo senza scuse, Firenze, nella stamperia di S.A.S., 1690. URL consultato l'11 settembre 2019.
- Paolo Segneri, Prediche dette nel palazzo apostolico, Roma, Nelle Stampe dell'Agnelli, 1694. URL consultato l'11 settembre 2019.

Il suo libro
- La concordia tra la fatica e la quiete, è considerato uno dei migliori sulla meditazione, l'opera completa fu pubblicata a Parma, 1701, a Venezia, 1712-1758 e a Torino, 1855.

## I giudizi critici
Secondo un critico cattolico, fu il maggior oratore italiano dopo Bernardino da Siena e il Savonarola, non abusando di barocchismi marinisti nel suo stile predicatorio. Le sue qualità sono il vigore del ragionamento, l'impasto di argomentazioni ed esempi, che richiama il contemporaneo predicatore francese Louis Bourdaloue; la ricchezza dell'immaginazione e un profondo e sciolto sentimento. Cogente nella refutazione, all'armonia del pensiero unisce quella della frase; è colmo di unzione.
Ha due fonti d'ispirazione, l'amor di Dio e le persone davanti a sé; alle capacità oratorie aggiunge lo zelo dell'apostolo e l'austerità del penitente. Nelle sue discussioni teologiche col superiore generale, Tirso González, sostenitore del probabiliorismo, unì il dovuto rispetto e l'obbedienza all'indipendenza del pensatore.
Per Francesco De Sanctis, al contrario, “il Segneri non ha altra serietà che letteraria, ornare e abbellire il luogo comune con citazioni, esempli, paragoni e figure rettoriche: perciò stemperato, superficiale, volgare e ciarliero. Si loda il suo esordio alla predica del paradiso: Al cielo, al cielo!. Il concetto è questo: - la terra non offre un bene perfetto; miriamo dunque al cielo. E noi abbiamo conosciuto già questo mondo. Eh, al cielo, al cielo! – Ora la prima parte non ha bisogno di dimostrazione, perché ammessa da tutti. Ma qui si accaneggia il Segneri e intorno a questo luogo comune intesse tutt'i suoi ricami. E se avesse veramente il sentimento della terrena felicità e delle gioie celesti, non mancherebbe ai suoi colori novità, freschezza, profondità. Ma non è che uno spasso letterario, un esercizio rettorico. Luogo comune il concetto, luoghi comuni gli accessori.
Non mira efficacemente a convertire, a persuadere l'uditorio; non ha fede, né ardore apostolico, né unzione; non ama gli uomini, non lavora alla loro salute e al loro bene. Ha nel cervello una dottrina religiosa e morale d'accatto ed ereditaria, non conquistata col sudore della sua fronte, una grande erudizione sacra e profana: ivi niente si move, tutto è fissato e a posto. La sua attività è al di fuori, intorno al condurre il discorso e a distribuire le gradazioni, le ombre, le luci e i colori.
Gli si può dar questa lode negativa, che se spesso stanca, non annoia l'uditorio, che tien sospeso e maravigliato, con un crescendo di gradazioni e sorprese rettoriche; e talora piacevoleggia e bambineggia per compiacere a quello. Ancora è a sua lode che si mostra scrittore corretto, e non capita nelle stramberie del padre Francesco Panigarola, o nelle sdolcinature e affettazioni de' suoi successori.”
Più giudiziosamente il Corniani, che univa all'erudizione la nascita: "Il Segneri nel primo accingersi alla tessitura delle sue orazioni intendea studiosamente a porsi in pieno possesso del suo soggetto, a misurarne col pensiero la estensione, a calcolarne i vantaggi, a digradarne i sentimenti e le idee, e per ultimo a disporne gli argomenti per modo, che, crescendo di mano in mano e afforzandosi vicendevolmente, incalzassero sempre più l'uditore, così che infine non vedesse né verso, né via di svincolarsi da quella irresistibile convinzione in cui trovavasi annodato. Abbellì poi la sostanza delle ragioni con una immaginazione vivissima nelle descrizioni e ne' racconti, i quali tuttora stampano un'orma profonda nell'animo di chi li legge. Vero è che il Segneri ha non di rado ricorso alla erudizione profana ed anche alla mitologia per fiancheggiare i suoi raziocini; è vero altresì che veste talvolta le sue proposizioni di un'apparenza di paradosso, onde far pompa d'ingegno nel dimostrarne lo scioglimento, e che non è nemmen parco di concetti e di antitesi. Ma a' suoi tempi era, si può dire, giuocoforza l'infrascare di tali leziosità i più severi ragionamenti. Troppo depravati erano i gusti. Se non si stuzzicavano con qualche vizio aggradevole, mal poteansi far loro assaporare le vere bellezze della eloquenza."
Ma val meglio leggere una pagina d'un autore di Crusca che tutta la prosa al metro dei critici.

## Échantillon choisi
Questa pagina del Quaresimale è tratta da un'edizione degli inizi dell'Ottocento, abbondantemente fuori copyright.
Un Cavaliere (sentite caso terribile, e inorridite), un Cavaliere chiaro di nascita, ma sordido di costumi, invaghitosi di una certa fanciulla, benché moresca, se la teneva già da molti anni in casa per suo libidinoso trastullo, poco prezzando le ammonizioni, o severe dei sacerdoti, o piacevoli degli amici. Imperocché per trarsi d'attorno chiunque gli ragionava di licenziarla, rispondeva con maniere austere e sdegnose un dispettoso: Non posso; quasi che pretendesse di persuadere, esser necessità di natura quello ch'era elezione della libidine. Non volendo egli però ritrarsi dalla perfida compagnia, venne, come accade, la morte per distaccarnelo. Si ammala lo sfortunato sul fiore degli anni, si abbandona, si corca; ed essendo già il male dichiarato pericoloso, ne viene ad esso un religioso a me noto, per disporlo a quel passo estremo. Entra in camera; si avvicina al letto, lo saluta, e con prudenti maniere comincia ad insinuarsi: Signore, ben m'avveggo io esservi maggiore occasione di sperare che di temere: siete per altro fresco di età, vigoroso di forze, robusto di complessione, e molti sono campati di male simile al vostro, ma molti anche ne sono morti. E quantunque ci giovi il credere che voi dobbiate esser dei primi, cosa vi nuoce l'apparecchiarvi come se aveste ad essere dei secondi? Dite pure, ripigliò l'infermo animosamente, dite quel che conviene che io faccia, che son già per ubbidirvi. Ben conosco per me medesimo la grandezza del mio pericolo, maggiore ancor che non dite, e quantunque io abbia menata cattiva vita, desidero tuttavia, quanto ogn'altro, di sortire una buona morte. Non si può credere quanto cuore pigliasse il buon religioso a queste buone parole. Avrebbe voluto venire subito al taglio di quella pratica scellerata, che con suo cordoglio e stomaco eguale, vedeva nella camera stessa del moribondo, il quale sotto pretesto or d'un servizio, or d'un altro, la volea sempre efficacemente vicina. Nondimeno la prudenza gli persuase di andarlo disponendo prima con richieste più facili ad una più faticosa. Gli dice però: Orsù dunque, giacché io per favor divino vi scorgo così bene animato, parlerovvi con quella libertà che mi dettano, e la santità del mio abito, e lo zelo del vostro bene. I medici unitamente vi han disperato, però se volete compor le vostre partite, se volete nettar la vostra coscienza, poche ore vi rimarranno. Tanto più adunque, soggiunge l'altro, affrettiamoci: che ho da fare? Avreste, ripigliò il padre, per avventura alcun creditore, cui vi convenisse di soddisfare? L'aveva, ma l'ho parimenti renduto. E se per l'addietro aveste portato malevolenza ad alcuno, non la deponete dall'animo? La depongo. Perdonate a chi vi ha offeso? Perdono. Vi umiliate a chi avete oltraggiato? Mi umilio. Non volete dunque per ultimo ricevere i Sagramenti, come conviensi ad uom cristiano, per armarvi contro le tentazioni dell'inimico, e contro i pericoli dell'Inferno? Volentierissimo li riceverò, se voi, Padre, vi compiacerete di amministrarmeli. Ma sapete che questo non si potrà se prima non licenziate da voi quella giovane? Oh questo non posso, Padre, non posso. Oimè che dite? Non posso? Perché non potete? E potete, e dovete, signor mio caro, se volete salvarvi. Io dicovi, che non posso. Ma non vedete, che tanto vi converrà partir da lei fra brev'ora? Che gran cosa è dunque che vi risolviate a discacciare per elezione quella che dovrete ad ogni modo lasciar per necessità? Non posso, Padre, non posso. Come? A un Dio per voi crocifisso, che ve la chiede, non potete far questa grazia? Egli è per voi lacero, per voi sanguinoso, per voi morto, miratelo: ecco qua; non v'intenerisce il vederlo, non vi compunge? Non posso, vi torno a dire, non posso. Ma voi non parteciperete dei Sacramenti. Non posso. Ma voi perderete il cielo. Non posso. Ma voi precipiterete all'Inferno. Non posso. Ed è possibile che io non vi debba trar di bocca altra voce? Meschino! Uditemi: non è meglio perder solo la donna, che perder e la donna, e la riputazione, e il corpo, e l'anima, e la vita, e l'eternità, e i Santi, e la Vergine, e Cristo, e il Paradiso, e così essere dopo morto sepolto da scomunicato, e da bestia in un letamaio? Allora quello sfortunato gettando un crudo sospiro: Non posso, tornò a replicare, non posso; e raccogliendo quelle debili forze che gli restavano, afferrò improvvisamente la perfida per un braccio, e con volto acceso, e con alta voce proruppe in queste precise parole, alle quali io mi protesto, che niuna aggiungo, niuna levo: Questa è stata la mia gloria in vita; questa è la mia gloria in morte; e questa sarà la mia gloria per tutta l'eternità. Indi per forza stringendola ed abbracciandola, tra per la violenza del male, per la violenza del moto, per l'agitazione dell'affetto, l'esalò su le sozze braccia lo spirito disperato.